# های‌پوینت (اوهایو)
های‌پوینت (به انگلیسی: Highpoint) یک منطقهٔ مسکونی در ایالات متحده آمریکا است که در شهرستان همیلتون، اوهایو واقع شده‌است. های‌پوینت ۱٬۵۰۳ نفر جمعیت دارد و ۲۶۶٫۰۹ متر بالاتر از سطح دریا واقع شده‌است.